# Figlie del Crocifisso

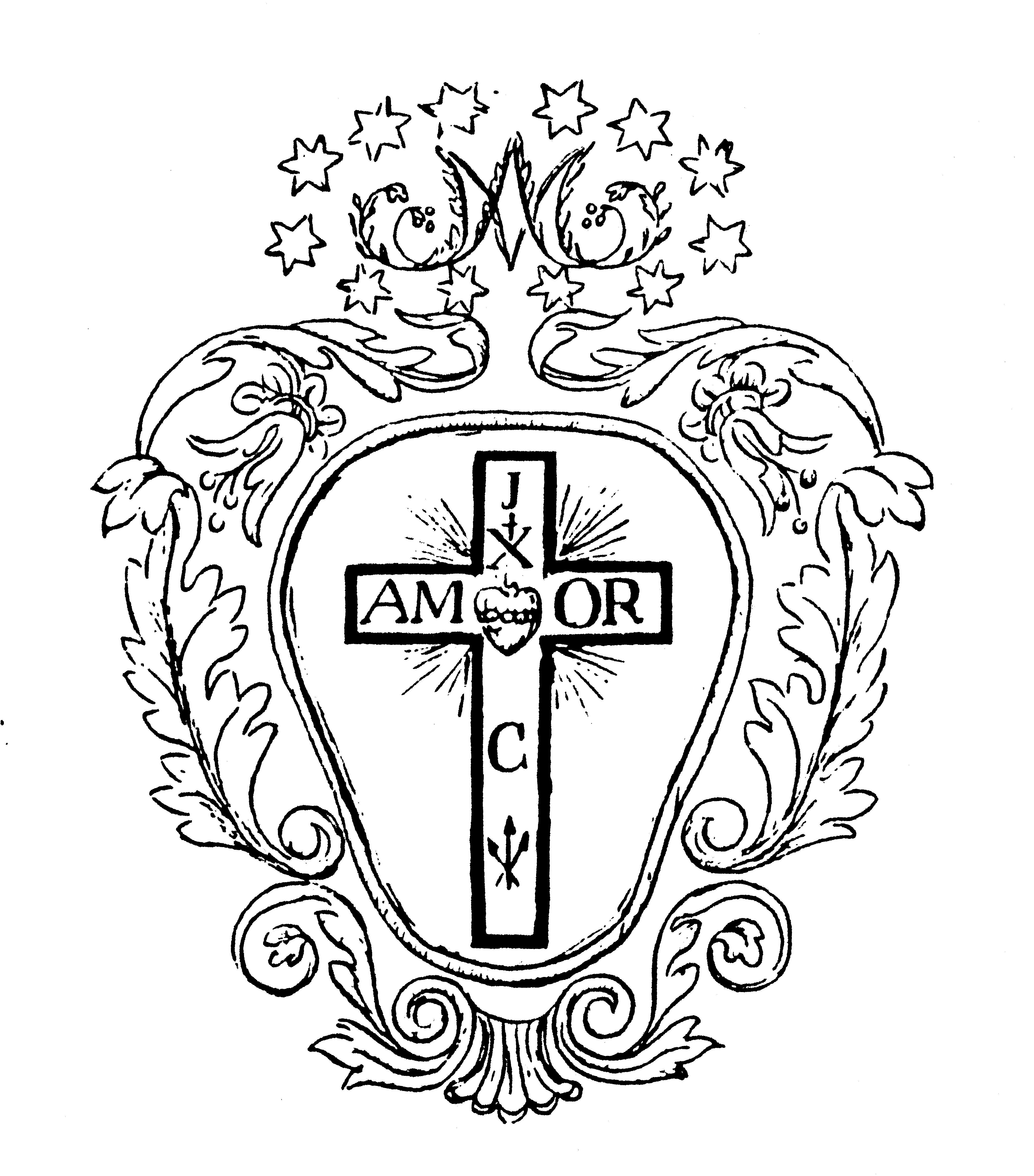
Lo stemma della congregazione

Le Figlie del Crocifisso sono un istituto religioso femminile di diritto pontificio: le suore di questa congregazione pospongono al loro nome le sigla F.d.C.

## Storia
La congregazione fu fondata da Giovanni Battista Quilici (1791-1844), cappellano nel collegio dei barnabiti di Livorno e poi parroco della locale chiesa dei Santi Pietro e Paolo: nel 1836 iniziò un'opera per l'assistenza alle prostitute e aprì una casa per accoglierle.
Dapprima cercò di affidarne la direzione alle suore di San Giuseppe di Torino ma poi, su consiglio del vescovo di Livorno Raffaello Ghantuz Cubbe, diede inizio ad una nuova famiglia religiosa, chiamando a farne parte cinque delle insegnanti che prestavano servizio nella casa di accoglienza.
Solo nel 1840 il governo toscano acconsentì alla nascita di una nuova congregazione religiosa: le Figlie del Crocifisso ricevettero il decreto di lode il 15 gennaio 1853 e l'approvazione definitiva della Santa Sede nel 1882.
Nel 1893 la congregazione si ritrovò divisa nei tre rami autonomi di Livorno, Firenze e Fauglia ma, per volere della Santa Sede i rami di Livorno e Firenze si fusero nel 1923 e quello di Fauglia (aggregato all'ordine agostiniano dall'11 ottobre 1898) si riunì agli altri nel 1927.

## Attività e diffusione
Le finalità dell'istituto sono l'istruzione e l'educazione cristiana della gioventù e delle disadattate sociali.
Oltre che in Italia, le Figlie del Crocifisso sono presenti in Perù; la sede generalizia è a Roma.
Alla fine del 2008 la congregazione contava 92 suore in 14 case.